# Nawazuddin Siddiqui
Nawazuddin Siddiqui (Budhana, 19 de mayo de 1974) es un actor indio, conocido por su trabajo en el cine de Bollywood. Alumno de la Escuela Nacional de Drama, el rol consagratorio de Siddiqui se dio junto a Anurag Kashyap en Black Friday (2007), película que ganó el premio del jurado en el Festival de Cine Indio de Los Ángeles. El actor tiene tres nominaciones a los Premios Filmfare por mejor actor de reparto, ganando el galardón por The Lunchbox. En 2017 fue uno de los protagonistas principales de la película Mom, última aparición de la actriz Sridevi antes de su muerte a comienzos del año 2018.

## Filmografía

### Cine
| - 1999 : Sarfarosh - 1999 : Shool - 2000 : Bindiya Mange Bandook - 2000 : Jungle - 2000 : Dil Pe Mat Le Yaar!! - 2003 : The Bypass - 2003 : Mudda: The Issue - 2003 : Munna Bhai M.B.B.S. - 2004 : Black Friday - 2005 : Elephant Boy - 2006 : Adharm - 2006 : Family: Ties of Blood - 2007 : Salt N Pepper - 2007 : Recycle Mind - 2007 : Ek Chalis Ki Last Local - 2007 : Manorama Six Feet Under - 2007 : Aaja Nachle - 2008 : Safar - 2008 : Black and White - 2008 : Firaaq - 2009 : Dev.D - 2009 : New York - 2010 : OP Stop Smelling Your Socks - 2011 : Mehfuz - 2011 : Patang - 2011 : Dekh Indian Circus - 2012 : Paan Singh Tomar | - 2012 : Gangs of Wasseypur - 2012 : Miss Lovely - 2012 : The Owner - 2012 : Chittagong - 2012 : Talaash - 2013 : Gang of Gardulle - 2013 : Chausar - 2013 : Aatma - 2013 : Bombay Talkies - 2013 : Monsoon Shootout - 2013 : Dabba - 2013 : Meridian Lines - 2013 : Shorts - 2013 : Sniffer - 2014 : Manjhi the Mountain Man - 2014 : Liar's Dice - 2014 : Kick - 2015 : Badlapur - 2015 : Haraamkhor - 2015 : Lateef - 2015 : Ghoomketu - 2015 : Bajrangi Bhaijaan - 2015 : The Music Teacher - 2015 : Black Currency - 2016 : Lion - 2017 : Raees - 2017 : Mom |